# Doro (mitología)
Doro (en griego antiguo: Δῶρος) es un personaje de la mitología griega, considerado el antepasado epónimo de los dorios.
Era el hijo más joven de Helén —y por tanto nieto de Deucalión— y de la ninfa Orséis. Otros dicen que nació de Helén y de una tal Ftía. Algunos autores tardíos dicen que su hijo Téctamo dirigió la migración de los eolios y pelasgos a Creta. Otra versión tardía dice que Doro nació de la unión entre Zeus y una de las hijas de Deucalión, pero la fuente no se decide entre Pandora o Protogenia. Incluso otros alegan que en realidad Poseidón fue su padre, no Helén, aunque no se especifica la consorte.
Emigró al monte Parnaso donde fundó la primera comunidad doria. Otras fuentes detallan más la emigración de Doro, que se trasladó desde su región natal de Ftía en Tesalia hasta la región de los montes Olimpo y Osa, luego a la región del Pindo, más tarde al Monte Eta y finalmente se estableció en el Peloponeso. Heródoto sostiene que gobernó al pueblo heleno cuando este vivía en la Histieótide, al pie de los mencionados Olimpo y Osa, que luego fue expulsado de allí por los cadmeos.
Doro es descrito en el Catálogo de mujeres, y su hijo Egimio también era considerado un rey dorio. Doro se desposó con una hija de Foroneo cuyo nombre no se ha conservado, pero con la que tuvo al menos cinco hijas, de las cuales tampoco han sobrevivido sus nombres, excepto una de ellas, Iftime, que se unió con Hermes. No obstante Apolodoro menciona a dos muchachas en relación con Doro: Ftía —madre de Doro— y Jantipa —hija de Doro—. Sea como fuere estas cinco muchachas dorias a su vez fueron las madres colectivas de la raza de las ninfas oréades, los sátiros y los curetes. Este curioso nexo genealógico vincula a la familia tesalia de Doro con la familia argiva de Foroneo. Precisamente las estirpes de ninfas, sátiros y curetes son más propios del Peloponeso y no de Tesalia.